# 山田赤十字看護専門学校
山田赤十字看護専門学校（やまだせきじゅうじかんごせんもんがっこう）は、三重県伊勢市にあった日本赤十字社が運営する看護専門学校。山田赤十字病院（現:伊勢赤十字病院）に併設されていたが、2006年（平成18年）3月31日に閉校した。

## 沿革
1898年（明治31年）1月、日本赤十字社三重支部（現:日本赤十字社三重県支部）は看護婦養成所設立に先駆けて実習病院をもつ必要性から、病院建設の承認を日本赤十字社の本社に要請したが、時期尚早として病院建設は認められず、看護婦養成所のみ設立許可を得る。
その後、養成所を設置する場所を度会郡宇治山田町（現・伊勢市）の有力者と図り、隣接する度会郡四郷村（現・伊勢市）に宇治山田町立病院を建て、1901年（明治34年）、同地に三重支部看護婦養成所を設立し、宇治山田町立病院を実習病院に充てた。
1904年（明治37年）に宇治山田町立病院が日本赤十字社に寄付され、日本赤十字社三重支部山田病院となり、養成所はその救護看護婦養成所となる。
1926年（大正15年）に病院と共に度会郡御薗村（現・伊勢市）に移転、第二次世界大戦後は新制度（保健婦助産婦看護婦法）の要件を満たす看護学院となる。
1973年（昭和48年）に老朽化した寄宿舎を取り壊し、新校舎と学生寮を建築、1976年（昭和51年）には専修学校としての認可を受け、看護専門学校となる。
日本赤十字社の看護基礎教育機関の再編成計画に伴い、2004年（平成16年）に開学した日本赤十字豊田看護大学に看護師養成を継続することとなり、2006年（平成18年）3月31日に閉校した。

### 年表
- 1900年（明治33年）12月20日 - 日本赤十字社三重支部看護婦養成所の落成式を挙行。
- 1901年（明治34年）3月10日 - 養成所開設。宇治山田町立病院を看護婦実習病院に充てる。
- 1904年（明治37年）2月1日 - 日本赤十字社三重支部山田病院が開設、日本赤十字社三重支部山田病院救護看護婦養成所に改称。
- 1926年（大正15年）6月7日 - 病院と共に度会郡御薗村に新築移転。
- 1943年（昭和18年）1月1日 - 日本赤十字社三重支部山田病院が山田赤十字病院と改称するのに伴い、山田赤十字病院救護看護婦養成所に改称。
- 1949年（昭和24年）4月25日 - 山田赤十字看護学院と改称。
- 1950年（昭和25年）12月 - 山田赤十字高等看護学院と改称。
- 1973年（昭和48年）3月 - 新校舎と学生寮を建設。同年4月11日に落成式を挙行。
- 1976年（昭和51年）4月 - 三重県専修学校認可、山田赤十字看護専門学校と改称。
- 1994年（平成6年）4月 - 全寮制を廃止。男子学生の入学受け入れ開始[1]。
- 2006年（平成18年）3月4日 - 伊勢市観光文化会館で閉校式を挙行[2]。
- 2006年（平成18年）3月31日 - 閉校。

## 概要
- 定員：105名
- 校舎：鉄筋コンクリート3階建て、延床面積2,332m2

## 交通アクセス
- 近鉄山田線宮町駅より徒歩5分
- 三重交通バス 「山田赤十字病院」停留所下車または「山田赤十字病院前」停留所より徒歩1分